# Mercedes 12/32 PS
La 12/32 PS è un'autovettura di fascia alta prodotta tra il 1915 al 1919 dalla Casa tedesca Daimler Motoren Gesellschaft per il suo marchio automobilistico Mercedes.

## Profilo e caratteristiche
Questo modello debuttò in periodo bellico: si trattava di una vettura caratterizzata dal notevole passo, che poteva essere di due misure: 3.075 o 3.240 m. La 12/32 PS era un modello che andava a sostituire la precedente 10/25 ps nel listino Mercedes. Queste erano le specifiche della 12/32 PS:
- motore: 4 cilindri in linea;
- cilindrata: 3013 cm³;
- alesaggio e corsa: 84x140 mm;
- alimentazione: carburatore a stantuffo;
- distribuzione: due assi a camme laterali, valvole laterali a T;
- accensione: magnete e batteria a 12 V;
- potenza massima: 32 CV a 1800 giri/min;
- telaio: lamiera d'acciaio stampata con sezione ad U;
- trasmissione: albero cardanico;
- cambio: a 4 marce;
- frizione: a cono con guarnizioni in cuoio;
- sospensioni: ad assale rigido con molle a balestra;
- impianto frenante: a pedale mediante ceppi sull'albero di trasmissione; a mano mediante tiranteria agente sul retrotreno;
- velocità massima: 70 km/h.

La 12/32 PS fu tolta di produzione nel 1919: il suo posto verrà preso due anni dopo dal modello 6/25/40 PS.